# Vredelust
Vredelust is een villa in de huidige gemeente Alphen aan den Rijn. Het tegenwoordige negentiende-eeuwse huis in renaissancestijl, dat een afgebroken pand uit de zeventiende eeuw verving, is een rijksmonument dat in gebruik is als woonhuis.

## Geschiedenis
Het huis Vredelust was in 1753 eigendom van Jacob Pieterson, die het tien jaar later verkocht. Daarna wisselde het geregeld van eigenaar tot het in 1815 werd gekocht door de koopman en ambtenaar Robert Voûte (1747-1823). Hij, en later zijn weduwe Catherine Abeline Guicherit (1768-1838) hadden het tot haar dood in bezit, waarna het werd verkocht aan een lid van de familie Piek.
Terwijl het oude pand bleef staan, werd rond 1870 het huidige huis Villa Vredelust in Neo-Franse Renaissancestijl gebouwd door een nazaat van Piek. In 1883 liet die het oude huis Vredelust afbreken. In 1908 werd de gemeente Oudshoorn en later de fusiegemeente Alphen aan den Rijn eigenaar. In 2004 werd het pand opnieuw verkocht en opgesplitst in twee, nu nog bestaande appartementen.
Sinds 2000 is de villa een rijksmonument.